# Gove (półwysep)

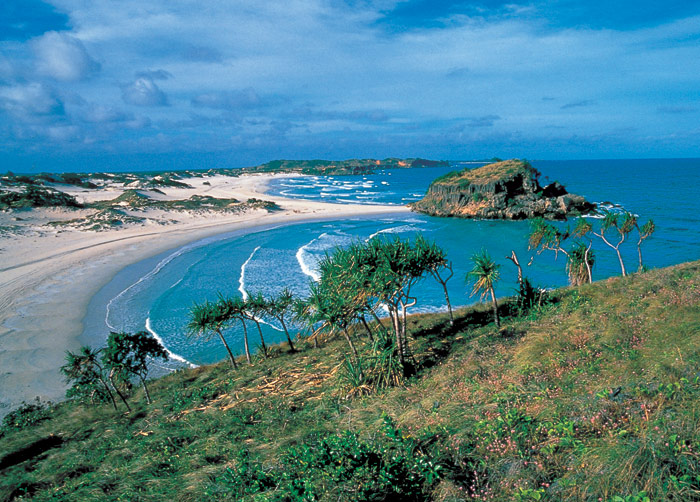
Nanydjaka na Cape Arnhem (Ziemia Arnhema)

Gove Peninsula – półwysep w Australii, stanowiący niewielką odnogę Ziemi Arnhema na obszarze Terytorium Północnego. W 1952 na Gove odkryto złoża boksytów, eksploatowane obecnie metodą odkrywkową. Główna miejscowością na półwyspie jest Nhulunbuy.
Półwysep Gove, w większości zamieszkany jest przez rdzenną ludność Australii, aborygenów plemienia Yolngu.
Na wodach otaczających półwysep istnieją – poza okresem od grudnia do kwietnia – doskonałe warunki żeglarskie. Z przystani jachtowej Gove Harbour często korzystają jachty z całego świata.